# Calibelemnon hertwigi
Calibelemnon hertwigi is een Pennatulaceasoort uit de familie van de Scleroptilidae. De wetenschappelijke naam van de soort is voor het eerst geldig gepubliceerd in 1909 door Balss.